# Carol's Second Act
Carol's Second Act je americký televizní sitcom, jehož tvůrkyně jsou Emily Halpern a Sarah Haskins. První díl měl premiéru dne 26. září 2019 na stanici CBS ve Spojených státech a na stanici Global v Kanadě. V květnu 2020 byl seriál zrušen po odvysílání první řady.

## Obsazení

### Hlavní role
- Patricia Heaton jako Carol Kenney
- Ito Aghayere jako doktorka Maya Jacobs: hlavní rezidentka zodpovědná za Carol a další tři stážisty.
- Lucas Neff jako Caleb Sommers: stážista.
- Jean-Luc Bilodeau jako Daniel Kutcher: jeden ze stážistů.
- Sabrina Jalees jako Lexie Gilani: stážistka.
- Ashley Tisdale jako Jenny Kenney: dcera Carol, která pracuje jako farmaceutický zástupce.
- Kyle MacLachlan jako doktor Stephen Frost: hezký a přívětivý ošetřující lékař.
- Cedric Yarbrough jako zdravotní sestra Dennis

### Vedlejší role
- Adam Rose jako Jake, doktor, který ignoruje většinu zaměstnanců
- Patrick Fabian jako Dr. Lewis

### Hostující role
- Camille Chen jako Sharon: manželka jednoho z pacientů.
- Carol Mansell jako paní Zahn: starší pacientka s horečkou.
- Matt Braunger jako Gary: pacient s ojedinělým problémem.
- Jane Kaczmareková jako Phyllis, Carol kamarádka
- Essence Atkins jako Kathleen, Darrin matka
- Kerri Kenney jako Nancy
- Scott Lawrence jako Dr. Darnton
- Larry Joe Campbell jako Eddie
- John Ross Bowie jako Gordon
- Alan Blumenfeld jako pan Tuverson

## Seznam dílů

### První řada (2019–2020)
| Č. v seriálu | Č. v řadě | Původní název       | Režie               | Scénář                                                       | Premiéra v USA     |
| ------------ | --------- | ------------------- | ------------------- | ------------------------------------------------------------ | ------------------ |
| 1            | 1         | Pilot               | Pamela Fryman       | Emily Halpern a Sarah Haskins                                | 26. září 2019      |
| 2            | 2         | You Give Me Fever   | Pamela Fryman       | Emily Halpern a Sarah Haskins                                | 3. října 2019      |
| 3            | 3         | Dr. Mom             | Pamela Fryman       | Becky Mann a Audra Sielaff                                   | 10. října 2019     |
| 4            | 4         | Marathon Day        | Pamela Fryman       | Andy Roth                                                    | 17. října 2019     |
| 5            | 5         | The Nightfloat      | Pamela Fryman       | Ari Berkowitz                                                | 24. října 2019     |
| 6            | 6         | Game Changer        | Angela Gomes        | Darrin Bragg                                                 | 7. listopadu 2019  |
| 7            | 7         | Dr. Mom             | Pamela Fryman       | Becky Mann a Audra Sielaff                                   | 14. listopadu 2019 |
| 8            | 8         | Sick and Retired    | Pamela Fryman       | Margee Magee                                                 | 21. listopadu 2019 |
| 9            | 9         | Therapy Dogs        | Katy Garretson      | Broti Gupta                                                  | 5. prosince 2019   |
| 10           | 10        | Merry December 19th | Scott Ellis         | Becky Mann a Audra Sielaff                                   | 12. prosince 2019  |
| 11           | 11        | Blocking            | Kimberly McCullough | Emily Halpern a Sarah Haskins                                | 9. ledna 2020      |
| 12           | 12        | Peer Evaluations    | Pamela Fryman       | John Blickstead a Trey Kollmer                               | 16. ledna 2020     |
| 13           | 13        | Night Lemons        | Pamela Fryman       | námět: Allison Gilbert scénář: Emily Halpern a Sarah Haskins | 30. ledna 2020     |
| 14           | 14        | Secrets             | Lee Shallat Chemel  | Ari Berkowitz                                                | 6. února 2020      |
| 15           | 15        | Top of the List     | Michael Shea        | Andy Roth                                                    | 13. února 2020     |
| 16           | 16        | Carol's Crush       | Pamela Fryman       | John Blickstead a Trey Kollmer                               | 20. února 2020     |
| 17           | 17        | Plus Ones           | Angela Barnes Gomes | Allison Gilbert a Asmita Paranjape                           | 5. března 2020     |
| 18           | 18        | RIP Dr. Herman      | Scott Ellis         | Becky Mann a Audra Sielaff                                   | 12. března 2020    |

## Produkce

### Vývoj
Dne 28. ledna 2019 stanice CBS objednala produkci pilotního dílu. Díl byl napsán Emily Halpern a Sarah Haskins, které seriál produkují společně s Patricií Heaton, Aaronem Kaplanem a Davidem Huntem. Produkční společnosti zapojené do projektu jsou FourBoys Entertainment, Kapital Entertainment a CBS Television Studios. Dne 12. února 2019 bylo oznámeno, že Pamela Fryman bude režírovat pilotní díl. Dne 6. května 2019 byla objednána produkce první řady. Den poté bylo oznámeno, že seriál bude vysílán na podzim roku 2019. První řada měla premiéru dne 26. září 2019.

### Casting
V březnu 2019 bylo oznámeno, že do hlavních rolí pilotního dílu byli obsazeni Bonnie Dennison, Ito Aghayere, Kyle MacLachlan a Jean-Luc Bilodeau. Dne 7. června 2019 bylo ohlášeno, že Ashley Tisdale nahradila herečku Dennison v roli Jenny, dcery Carol.